# مک‌آرتور (فیلم)
مک‌آرتور (انگلیسی: MacArthur) فیلمی در ژانر جنگی و زندگینامه‌ای به کارگردانی جوزف سارجنت است که در سال ۱۹۷۷ منتشر شد.

## بازیگران
- گریگوری پک
- اد فلاندر
- دن اوهرلیهی
- وارد کاستلو
- آدیسون پاول
- آرت فلمینگ
- دیک اونیل
- راسل جانسون
- سندی کنیون
- تام روسکوئی